# 福島洋上風力コンソーシアム
福島洋上風力コンソーシアム（ふくしまようじょうふうりょくコンソーシアム）は、福島県沖合で浮体式洋上風力発電の実証試験を行うために設立されたコンソーシアム。

## 概要
第1期工事では、福島県沖約20km地点に出力2MWダウンウィンド型浮体式洋上風力発電設備1基、66kV浮体式洋上サブステーションを建設、第2期工事で世界最大級の7MW油圧ドライブ式浮体式洋上風力発電設備を設置して浮体式洋上風力発電の実証試験を行った。

## 構成メンバーと担当
プロジェクトインテグレーターは丸紅が務め、テクニカルアドバイザーは東京大学（石原孟教授）が担う。主な役割分担は次の通り。
- 丸紅 - 事前協議・許認可、維持管理、漁業との共存
- 東京大学 - 観測予測技術、航行安全性、国民との科学・技術対話
- 三菱商事 - 系統連系協議、環境影響評価
- 三菱重工 - V字型セミサブ浮体（7MW）
- ジャパンマリンユナイテッド - アドバンストスパー浮体、浮体サブステーション
- 三井造船 - コンパクトセミサブ浮体（2MW）
- 新日鐵住金 - 高性能鋼材の開発
- 日立製作所 - 洋上変電所の開発
- 古河電気工業 - 大容量ライザーケーブルの開発
- 清水建設 - 海域調査，施工技術
- みずほ情報総研 - 浮体式洋上風力発電に関する情報基盤整備

## 試験の経緯
- 2012年3月 - 経済産業省より浮体式洋上ウィンドファーム実証研究事業（第1期実証研究事業）を受託[2]。
- 2013年11月 - 楢葉町の沖合で2MV風車「ふくしま未来」を設置。実証研究開始。
- 2015年12月 - 7MW風車「ふくしま新風」を増設。
- 2017年2月 - 5MW風車「ふくしま浜風」を増設。
- 2018年8月 - 専門家による総括委員会による実証研究の検証、提言をとりまとめた報告書を発表。2MW、5MW風車試験の継続と7MW風車の撤去などを決定[3]。
- 2020年6月 - 7MW風車「ふくしま新風」の撤去作業を開始。風車は鹿児島県谷山港まで曳航した後に解体処分となる[4]

### ふくしま新風
浮体式洋上発電は設置場所（水深）を選ばないメリットがある一方、建設費やメンテナンス費のコストは高額なものとなる。コストを引き下げるために一機当たりの風車を大型化する必要が求められる中で、7MW級の風車「ふくしま新風」が製作された。風車は、三菱重工が2010年に買収したアルテミス社の技術を基礎に完成させたもので、同規模の実証機としては2機目。従来のギア式の動力伝達系統を油圧式に置き換え大型化を容易にしたことが特徴で、ブレード長は82mに達し、水面から最高点までは187mと高層ビル並みの高さとなった。
ふくしま新風は2015年12月から稼働を開始したが、初期不具合や解決に至らなかった技術的課題等の影響もあり稼働率は低迷。2MW、5MWの風車との間で大差が付いた。2018年に実証試験の見直しが行われ、ふくしま新風の実証試験の終了と撤去が決定された。